# Phrudocentra vagilinea
Phrudocentra vagilinea là một loài bướm đêm trong họ Geometridae.